# デン・アロル
デン・アロル（アラビア語: دينق ألور、英語: Deng Alor）は、スーダンおよび南スーダンの政治家。2007年から2009年までスーダンの外相を務めた。

## 経歴・概要
スーダンと南スーダンの係争地であるアビエイ出身のディンカ族。外務担当各内相などを経て、2007年10月オマール・ハッサン・アル＝バシール大統領の内閣改造に伴いラム・アコルに代わって、スーダン共和国の外務大臣に任命された。南スーダン独立に伴い、同国の第二副大統領に任命された。